# تسوکیشیما

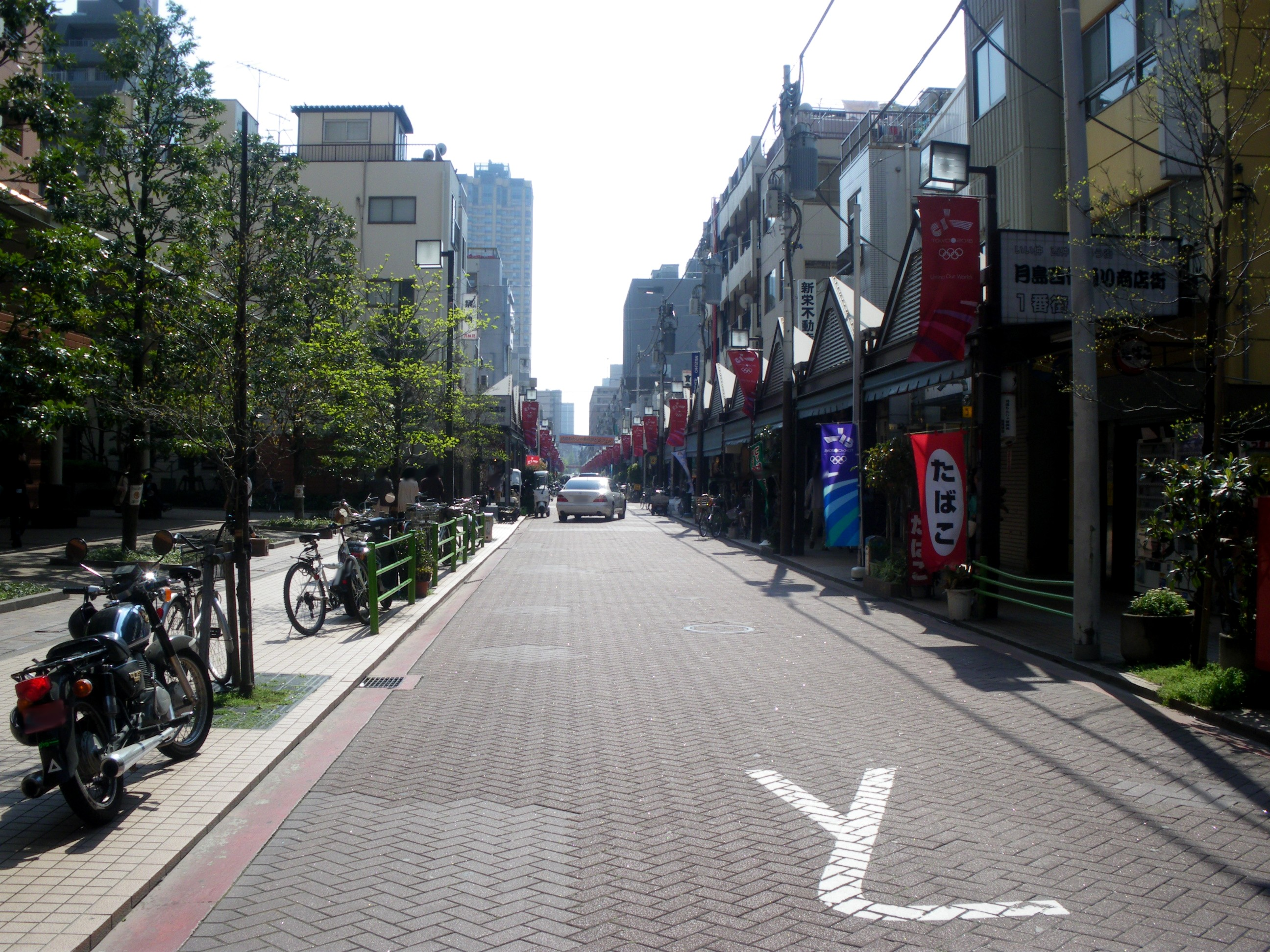
تسوکیشیما

تسوکیشیما (به ژاپنی: 月島 Tsukishima) یکی از محله‌های توکیو پایتخت ژاپن است که در منطقهٔ چوئو واقع شده‌است.

## ایستگاه راه آهن
- متروی توئی، خط اوادو، ایستگاه تسوکیشیما
- متروی توکیو، خط یوراکوچو